# 1959 na política

## Eventos
- 1 de janeiro - Culmina a Revolução Cubana.
- 3 de janeiro - Alasca torna-se o 49º estado norte-americano.
- 15 de fevereiro - Conferência de Zurique, que determina a independência de Chipre.
- 29 de março - Inicio das prisões políticas em Angola, do chamado Processo dos 50.
- 22 de maio - A Revolta das Barcas Rio-Niterói, levante popular que terminou na depredação da residência dos empresários da concessionária e a estatização do serviço.
- O presidente do Brasil, Juscelino Kubitschek, declara moratória ao FMI, alegando que as exigências de seu programa comprometeriam a realização do Plano de Metas do Governo Federal.
- 21 de agosto - Havaí torna-se o 50º estado norte-americano.
- 12 de outubro - Guerra Colonial (antecedentes): Directiva do Estado-Maior do Exército sobre a definição da política militar do Exército Português, iniciando a preparação da defesa do ultramar, face à já então prevista eclosão de acções de guerra subversiva.
- 26 de novembro - Ernesto Che Guevara assume a presidência do Banco Nacional de Cuba.

## Nascimentos
| Data           | Nome                   | Profissão                                                   | Nacionalidade  | Observações | Ref   |
| -------------- | ---------------------- | ----------------------------------------------------------- | -------------- | ----------- | ----- |
| 1 de janeiro   | Azali Assoumani        | político                                                    | Comores        |             |       |
| 9 de fevereiro | Ali Bongo              | presidente do Gabão desde 2009                              | França (Gabão) |             |       |
| 16 de abril    | Edson Moreira          | político                                                    | Brasil         |             |       |
| 28 de maio     | Laura Chinchilla       | presidente da Costa Rica desde 2010                         | Costa Rica     |             |       |
| 17 de outubro  | Francisco Flores Pérez | presidente de El Salvador de 1999 a 2004                    | El Salvador    |             |       |
| 18 de outubro  | Mauricio Funes         | presidente de El Salvador desde 2009                        | El Salvador    |             |       |
| 26 de outubro  | Evo Morales            | presidente da Bolívia desde 2006                            | Bolívia        |             | [ 1 ] |
| ??             | Mohammed Omar          | político Taliban e presidente do Afeganistão de 1996 a 2001 | Afeganistão    |             |       |

## Mortes
| Data           | Nome                         | Profissão                                                           | Nacionalidade          | Observações | Ref |
| -------------- | ---------------------------- | ------------------------------------------------------------------- | ---------------------- | ----------- | --- |
| 29 de março    | Barthelemy Boganda           | Primeiro-ministro da República Centro-Africana                      | França (Ubangui-Chari) | n. 1910     |     |
| 24 de maio     | John Foster Dulles           | Secretário de estado dos Estados Unidos da América                  | Estados Unidos         | n. 1888     |     |
| 3 de setembro  | Sténio Vincent               | presidente do Haiti de 1930 a 1941                                  | Haiti                  | n. 1874     |     |
| 1 de outubro   | Enrico De Nicola             | presidente de Itália de 1946 a 1948                                 | Itália                 | n. 1877     |     |
| 4 de novembro  | José Antônio Flores da Cunha | político brasileiro                                                 | Brasil                 | n. 1880     |     |
| 20 de novembro | Alfonso López Pumarejo       | Presidente da República da Colômbia de 1934 a 1938 e de 1942 a 1945 | Bolívia                | n. 1886     |     |